# Empire Hotel (Bath)
Pour les articles homonymes, voir Empire (homonymie).
L'Empire Hotel à Bath, dans le Somerset, en Angleterre, a été construit en 1901 et a été désigné comme un bâtiment classé Grade II. Il est situé sur Orange Grove, à proximité de l'abbaye de Bath et du pont Pulteney.

## Histoire et description

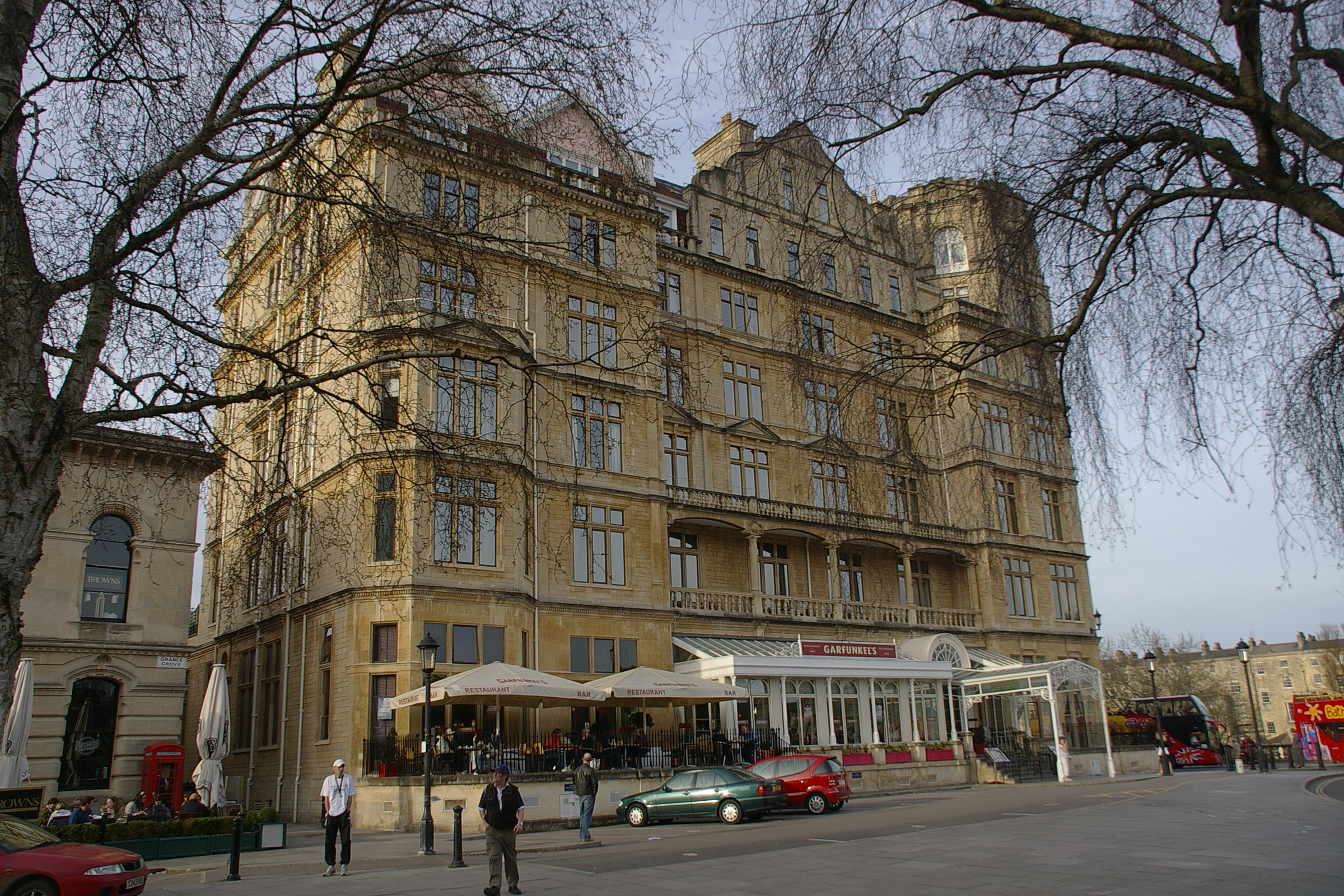
Façade de l'hôtel

Il a été conçu par l'architecte de la ville de Bath Major Charles Edward Davis pour l'hôtelier Alfred Holland et construit en pierre de Bath  sur le site de l'Atheneum. Il a été décrit par le critique Nikolaus Pevsner comme une « monstruosité et une pièce incroyable d'architecture pompeuse » .
Le bâtiment occupe un grand bloc en forme de L. Il a six étages plus la tour d'angle octogonale. La façade du bâtiment sur Orange Grove a huit baies et le côté donnant sur la rivière Avon a neuf baies .
L'architecture du toit montre les trois classes de personnes, un château d'angle pour les classes supérieures, une maison pour les classes moyennes et une chaumière pour les classes inférieures.
Pendant la Seconde Guerre mondiale, il a été utilisé par l'Amirauté comme bureau de tri postal et est resté en leur possession jusqu'aux années 1990. Il a ensuite été réaménagé et transformé en appartements et un restaurant,.